# 蘭喬穆里塔 (加利福尼亞州)
里喬穆里塔（英語：Rancho Murieta）是位於美國加利福尼亞州薩克拉門托縣的一個人口普查指定地區。

## 地理
里喬穆里塔的座標為38°30′11″N 121°05′05″W / 38.50306°N 121.08472°W，而該地最高點為海拔高度51米（即167英尺）。

## 人口
根據2010年美國人口普查的數據，里喬穆里塔的面積為31.255平方千米，當中陸地面積為30.787平方千米，而水域面積為0.468平方千米。當地共有人口5488人，而人口密度為每平方千米175人。